# Mullidae
Famille
Les Mullidae  sont une famille de poissons marins de l'ordre des Perciformes représentée par six genres et 77 espèces.

## Description
Il s'agit de poissons au corps allongé et présentant une paire de barbillons dirigés vers l'arrière sous la mâchoire inférieure.
Malgré leur nom anglais mullet ou latin mullus, il ne s'agit pas de mulets (poissons de la famille des Mugilidae) mais de poissons apparentés au surmulet (Mullus surmuletus). La plupart des espèces commercialisées de cette famille le sont sous l'appellation « rouget ». 

## Liste des genres
Selon FishBase (30 janv. 2016), World Register of Marine Species (30 janv. 2016) et ITIS (30 janv. 2016) :
- genre Mulloidichthys Whitley, 1929 -- 7 espèces
- genre Mullus Linnaeus, 1758 -- 3 espèces
- genre Parupeneus Bleeker, 1863 -- 32 espèces
- genre Pseudupeneus Bleeker, 1862 -- 4 espèces
- genre Upeneichthys Bleeker, 1855 -- 3 espèces
- genre Upeneus Cuvier, 1829 -- 28 espèces

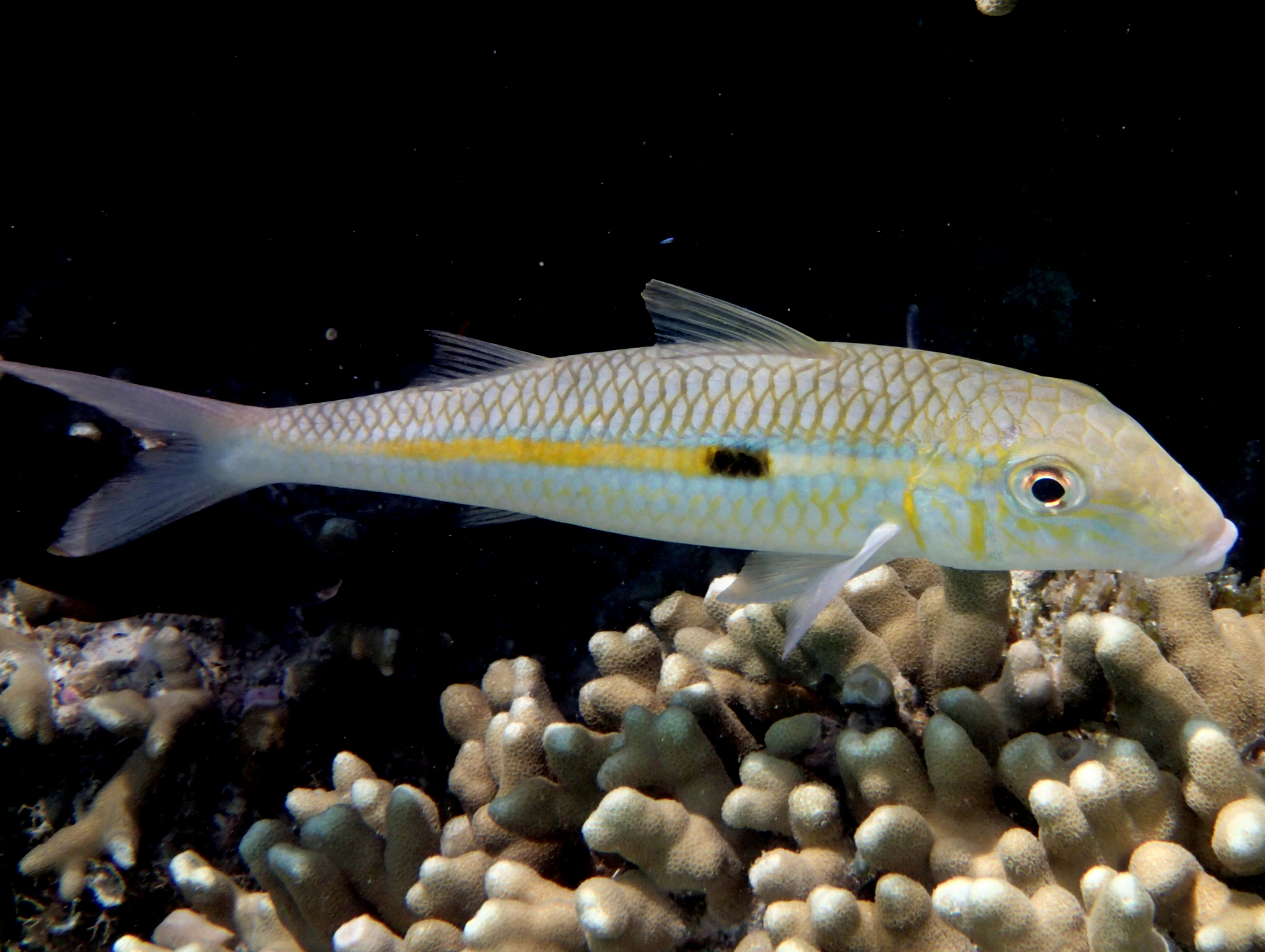
Mulloidichthys flavolineatus
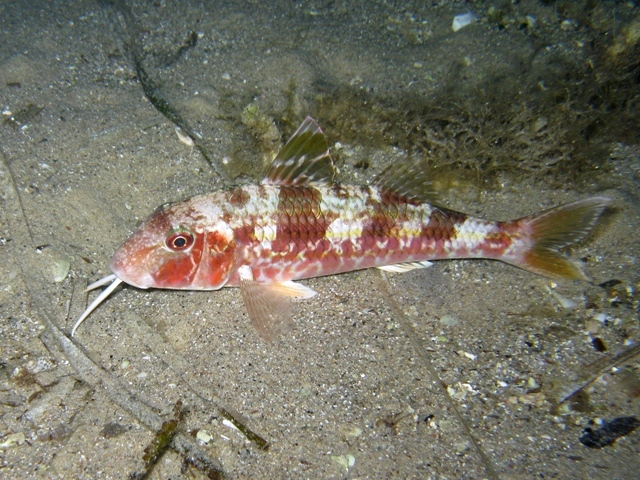
Mullus surmuletus
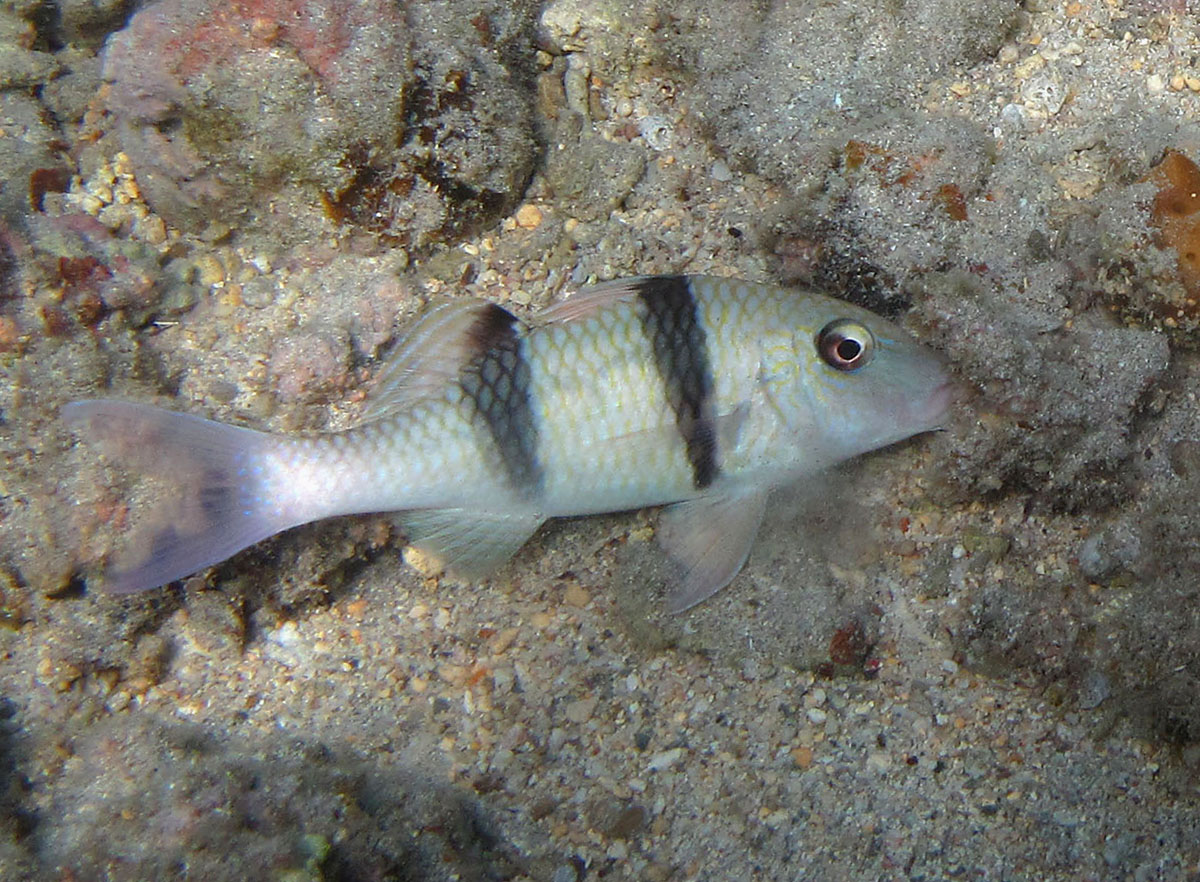
Parupeneus trifasciatus
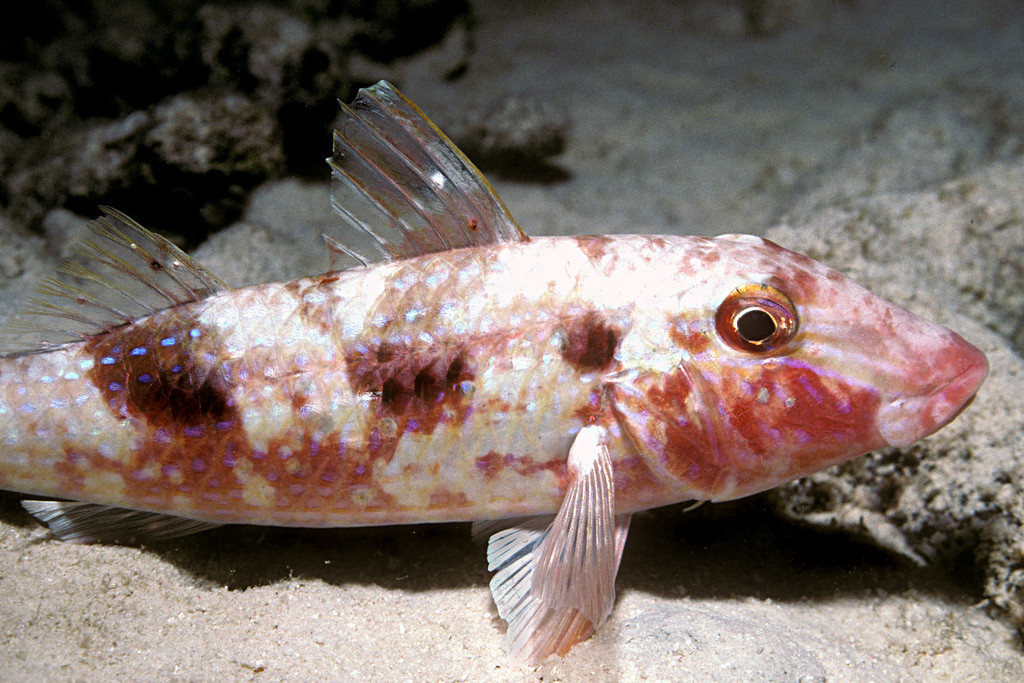
Pseudupeneus maculatus
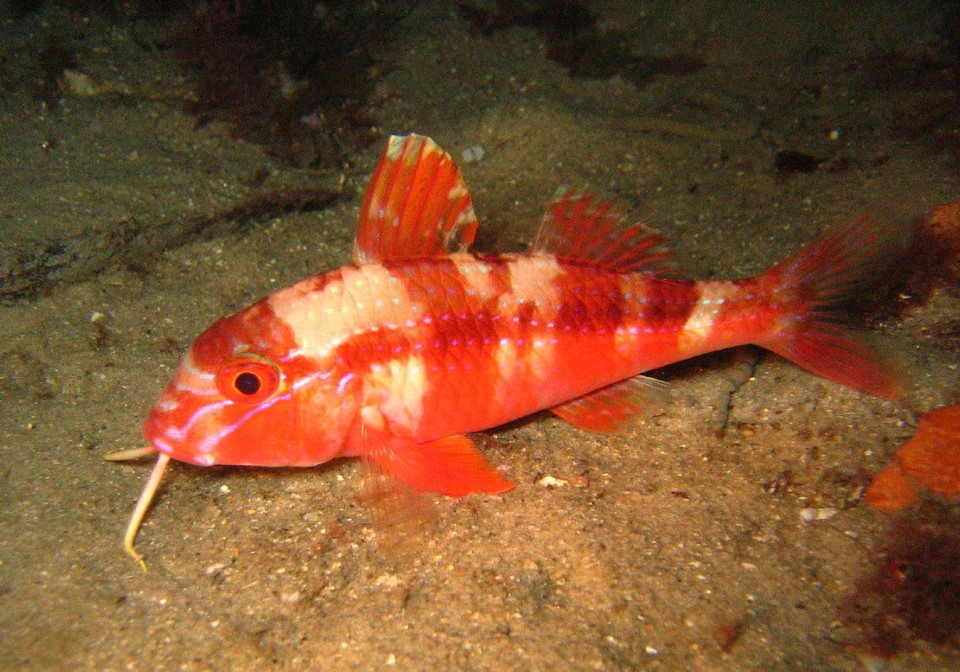
Upeneichthys lineatus
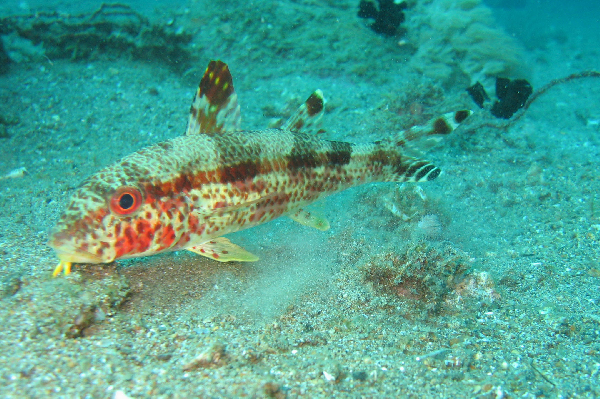
Upeneus tragula